# Tania Nolan
Tania Nolan es una actriz neozelandesa conocida por haber interpretado a Isobel Jones en la serie The Hothouse y a Angelina Caulfield en Go Girls.

## Biografía
Se graduó del "Toi Whakaari Drama School" en el 2005.
Tania sale con el actor estadounidense Jack Cullison.

## Carrera
En el 2009 se unió al elenco secundario de la película Underworld: Rise of the Lycans donde dio vida a Luka, una vampiro y una de las amigas más cercanos de Sonja (Rhona Mitra) entre el Círculo Vampiro. La película fue una precuela de la película Underworld.
Ese mismo año se unió al elenco recurrente de la serie neozelandeza Go Girls donde interpretó a Angelina Caulfield, la exesposa de Brad Caulfield (Matt Whelan) y una excompañera de la escuela de Amy y su enemiga, hasta el 2011.
En el 2008 apareció como invitada en la serie Legend of the Seeker donde dio vida a la confesora Denne Amnell, la hermana de la madre confesora Kahlan Amnell (Bridget Regan), hasta el 2009.
En 2010 dio vida a la romana Caecilia, una amiga y seguidora de Iliythia (Viva Bianca) y Licinia (Brooke Harman) en la serie Spartacus: Blood and Sand. 
En 2014 se unió al elenco principal de la serie neozelandesa Step Dave donde dio vida a Julia Deering, la hermana de Cara Gray (Sia Trokenheim), hasta el final en el 2015.
En el 2007 se unirá al elenco recurrente de la popular serie australiana Home and Away donde dará vida a Scarlett Snow.

## Filmografía[3]

### Series de televisión
| Año             | Serie                     | Personaje          | Notas                             |
| --------------- | ------------------------- | ------------------ | --------------------------------- |
| 2017 - presente | Home and Away             | Scarlett Snow      | -                                 |
| 2015            | Grayson: Earth One        | Emma Walker        | episodio "The Boy and the Bullet" |
| 2014 - 2015     | Step Dave                 | Julia Deering      | 25 episodios                      |
| 2009 - 2011     | Go Girls                  | Angelina Caulfield | 38 episodios                      |
| 2010            | Spartacus: Blood and Sand | Caecilia           | 3 episodios                       |
| 2008 - 2009     | Legend of the Seeker      | Dennee Amnell      | 2 episodios                       |
| 2007            | The Hothouse              | Isobel Jones       | 7 episodios                       |

### Películas
| Año  | Título                         | Personaje | Notas |
| ---- | ------------------------------ | --------- | --- |
| 2017 | Into the Rainbow               | Lindsay   | |
| 2009 | Underworld: Rise of the Lycans | Luka      | junto a Michael Sheen, Bill Nighy, Rhona Mitra, Steven Mackintosh, Kevin Grevioux, David Ashton y Jared Turner |
| 2007 | Kissy Kissy                    | Louise    | |
| 2007 | When Night Falls               | Allison   | |

## Premios y nominaciones
| Año  | Categoría                          | Premio      | Serie              | Resultado |
| ---- | ---------------------------------- | ----------- | ------------------ | --------- |
| 2015 | Best Female Performance in a Drama | IAWTV Award | Grayson: Earth One | Nominada  |